# Ай-Петри
Ай-Пе́три (укр. Ай-Пе́трі, крымскотат. Ay Petri, Ай Петри, от греч. Άγιος Πέτρος) — горная вершина в Крымских горах в составе массива Ай-Петринская яйла. Высота — 1234,2 метра.

## Описание

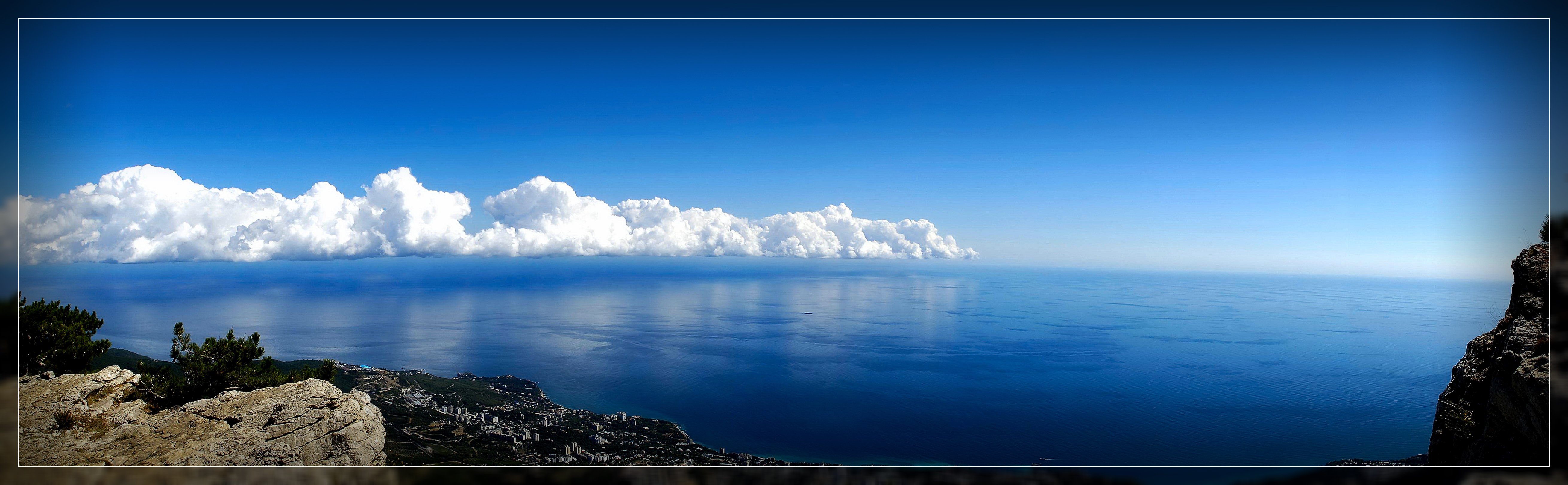
Выше облаков, 7 утра

В административном отношении относится к Ялтинскому городскому округу Крыма.
В дореволюционное время гору Ай-Петри подарил Феликс Феликсович Юсупов (старший) своей жене, Зинаиде Николаевне Юсуповой.[значимость факта?]
Высота горы 1234 м. Различают Главную (1234 м), Западную и Восточную (1100 м) вершины Ай-Петри. Силуэт горы завершает линию живописного амфитеатра от самого моря — мыса Ай-Тодор с Ласточкиным гнездом — до знаменитых фигурных зубцов. Зубцы Ай-Петри состоят из четырёх крупных (высотой 60—80 м) и ряда мелких выступов на гребне, образовавшихся при выветривании неоднородных рифовых известняков.
На Ай-Петри наблюдается максимальное количество туманных дней в Крыму (в 1970 году — 215 дней). Максимальная сумма осадков на Ай-Петри (и в Крыму) — 1718 мм — отмечена в 1981 году. Ай-Петри — самая ветреная точка Крыма — (в 1949 году ветер со скоростью свыше 15 м/с дул здесь в течение 125 дней). На Ай-Петри зарегистрирована и наивысшая скорость ветра — 50 м/с. На плато есть ветроэлектростанция, однако из-за сильного ветра были сорваны лопасти и сейчас она в нерабочем состоянии. Также на плато, на Перепелиной горе (Бедене-Кыр — 1320 м), в советские времена был сооружён комплекс радарных станций слежения за воздушным и космическим пространством.
Ай-Петри находится над городом Алупка и посёлком Кореиз на территории, входящей в состав Ялтинского горно-лесного заповедника.
Высочайшая точка плато Ай-Петри — это гора Эндек 1371 м над у.м.
На вершину горы проложен ряд альпинистских маршрутов 1—5 категории трудности, в том числе через зубцы Ай-Петри.
Один из пешеходных маршрутов к вершине Ай-Петри идёт через водопад Учан-Су по Боткинской и Таракташской тропам на плато и далее по грунтовой дороге до трассы Ялта-Бахчисарай.
В непосредственной близости от вершины расположены начала нескольких трасс для велофрирайда.
На вершине горы растёт 1000-летний тис.

## Транспорт
С ЮБК на Ай-Петри проведена канатная дорога — Мисхор — Сосновый Бор — Ай-Петри с одним из самых длинных безопорных пролётов в Европе. С горы открывается панорама на берег Чёрного моря и Ялту. На плато расположен небольшой посёлок Охотничье.
На автомобиле на Ай-Петри можно попасть по трассе Ялта — Бахчисарай (мимо водопада Учан-Су и «Серебряной беседки»). С севера дорога к вершине идёт из Бельбекской долины от села Соколиное. При сложных погодных условиях и в пожароопасный период (июль—август) дорога в целях безопасности часто перекрывается ГАИ. Иногда пропускают только легковой транспорт. В зимнее время проезд на Ай-Петри регулирует пост ГИБДД, расположенный в середине серпантина после места отдыха «водопад Учан-Су». Часто проезд далее открыт только для внедорожников, оборудованных цепями противоскольжения.

### Трубопроводный транспорт
Под горой проходит 7-километровый водовод (Ялтинский гидротоннель), питающий водой Ялту. Он строился с 1959 по 1963 год. Проходка осуществлялась одновременно с двух строн: между бригадами проходчиков велось соцсоревнование. По окончании работ победили «северные».
В 2021 году министр строительства и архитектуры Республики Крым Михаил Храмов сообщил о проекте реконструкции тоннельного водовода на Южный берег Крыма стоимостью 8,5 млрд рублей.
В том же году началось строительство второго водовода параллельного первому, но бо́льшего диаметра; проходка с помощью проходческого щита началась в апреле 2021 года.
Главный специалист Инвестиционно-строительного управления Республики Крым Николай Путилин, пояснил, что к реконструкции старой части тоннеля специалисты приступят после завершения строительства новой части, намеченного на 2024 год. 

## Климат
| Показатель                    | Янв. | Фев. | Март | Апр. | Май  | Июнь | Июль | Авг. | Сен. | Окт. | Нояб. | Дек. | Год  |
| ----------------------------- | ---- | ---- | ---- | ---- | ---- | ---- | ---- | ---- | ---- | ---- | ----- | ---- | ---- |
| Средний суточный максимум, °C | −0,1 | 0,2  | 3,4  | 10,1 | 15,4 | 19,5 | 22,2 | 27,9 | 17,6 | 11,8 | 6,5   | 2,2  | 10,9 |
| Средняя температура, °C       | −3,4 | −3,1 | −0,4 | 5,6  | 10,7 | 14,5 | 17,0 | 14,7 | 12,6 | 7,5  | 3,1   | −0,8 | 6,7  |
| Средний суточный минимум, °C  | −6,7 | −6,3 | −4,1 | 1,1  | 6,0  | 9,6  | 11,9 | 11,5 | 7,7  | 3,3  | −0,2  | −3,7 | 2,5  |
| Норма осадков, мм             | 119  | 94   | 62   | 56   | 65   | 75   | 55   | 55   | 52   | 55   | 76    | 133  | 897  |
| Источник:                     |      |      |      |      |      |      |      |      |      |      |       |      |      |

## Галерея

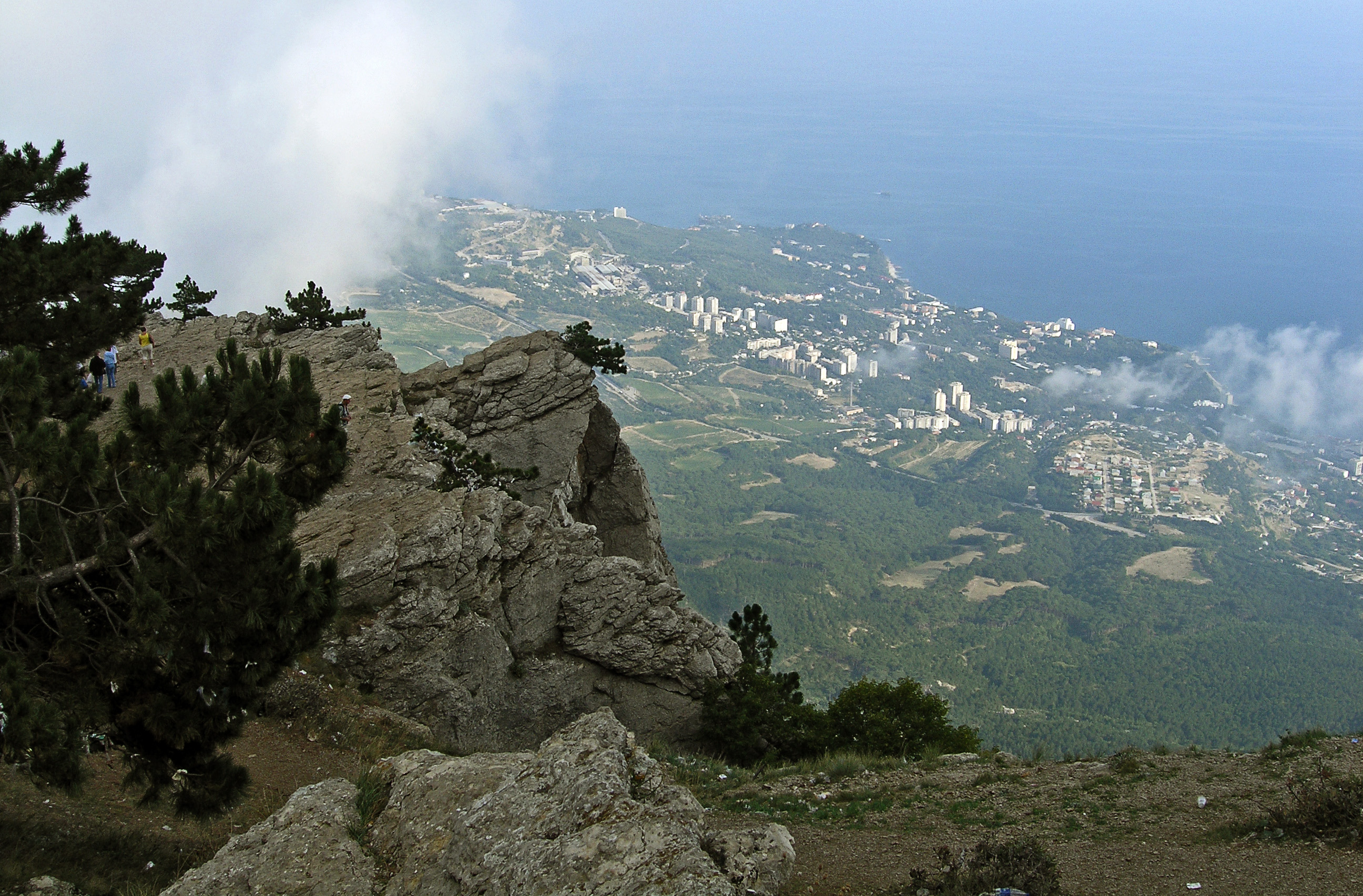
Вид с Ай-Петри в сторону п. Гаспра
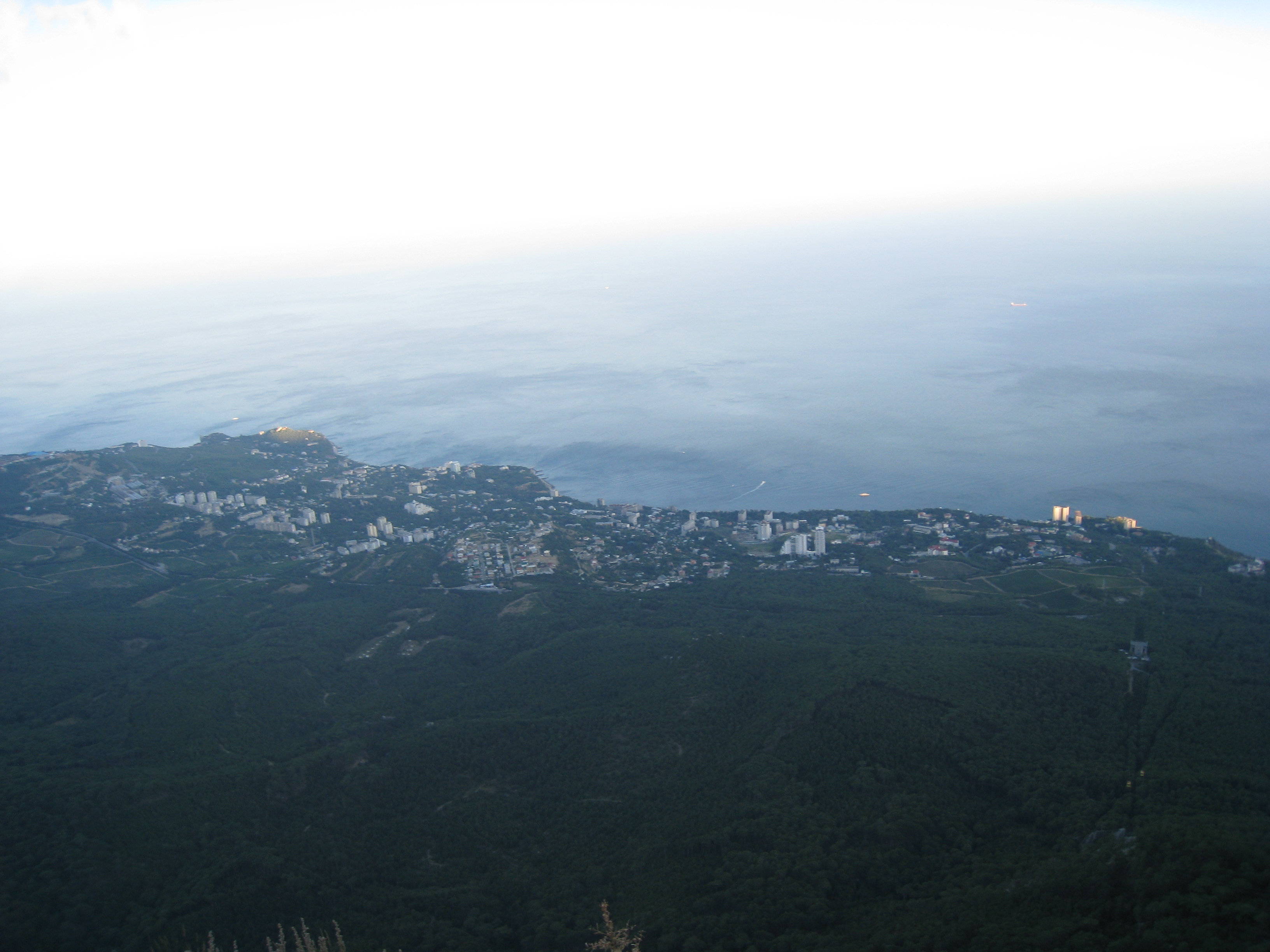
Вид с Ай-Петри на долину
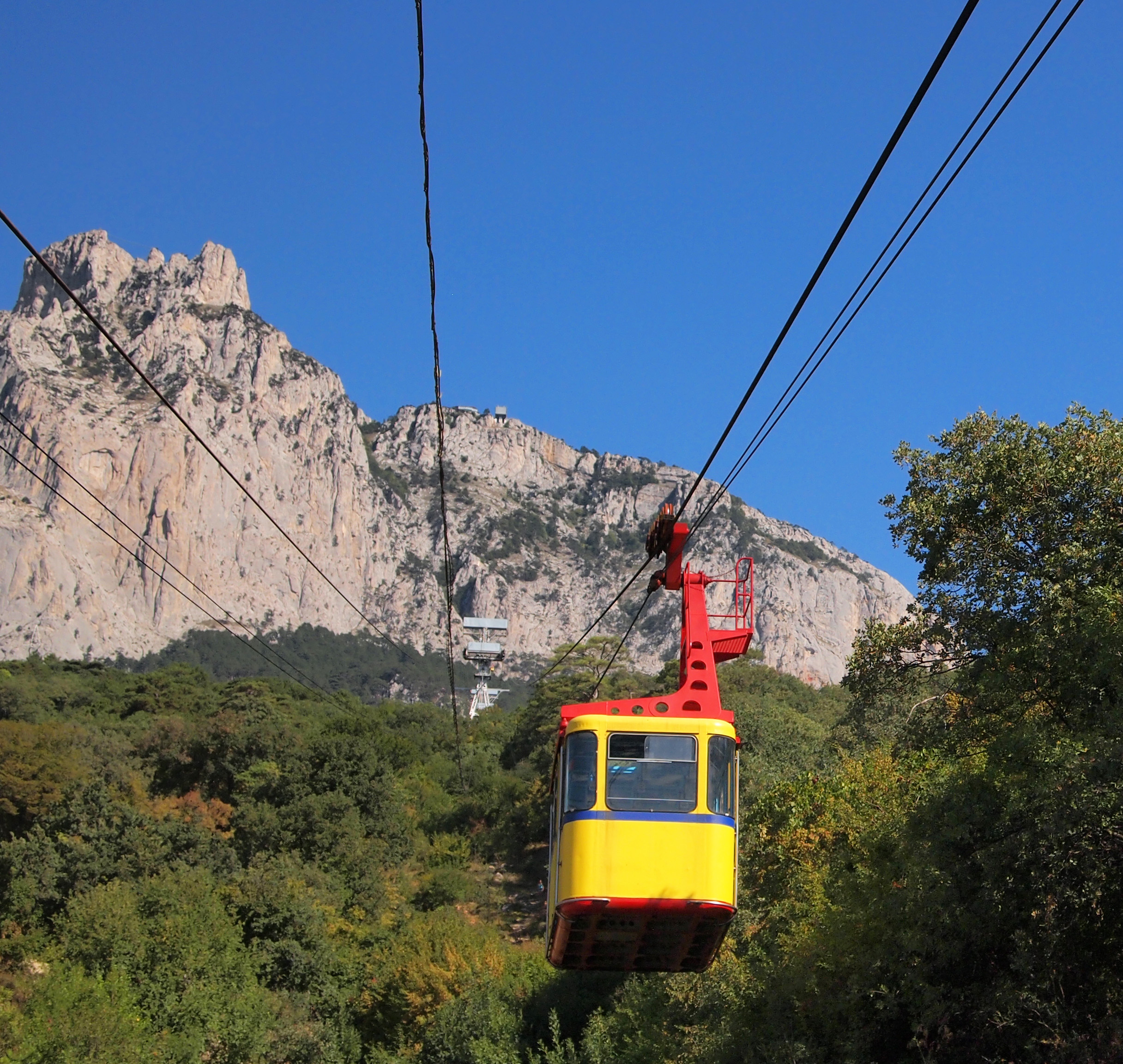
Канатная дорога на Ай-Петри
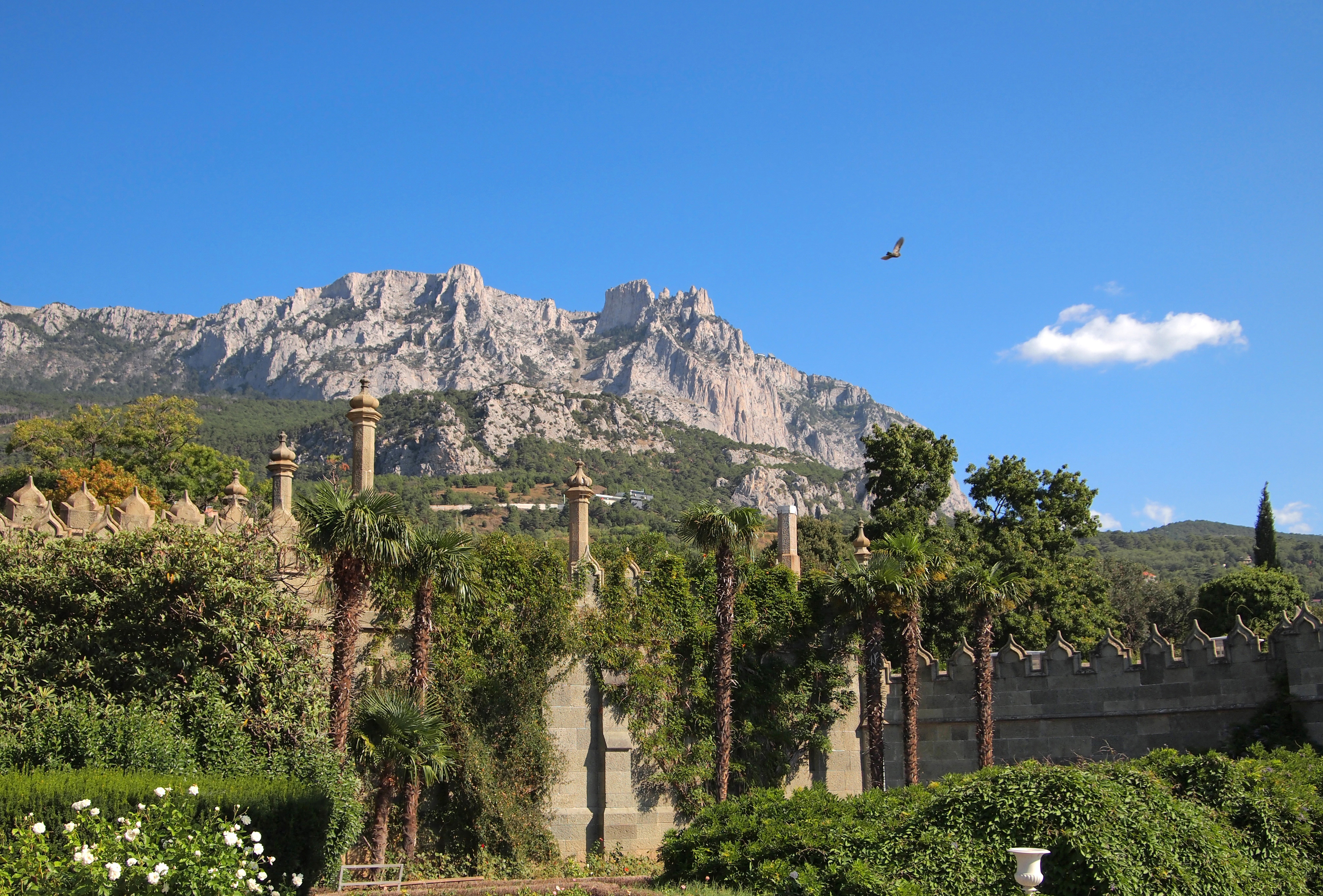
Вид на Ай-Петри со стороны Воронцовского дворца в Алупке
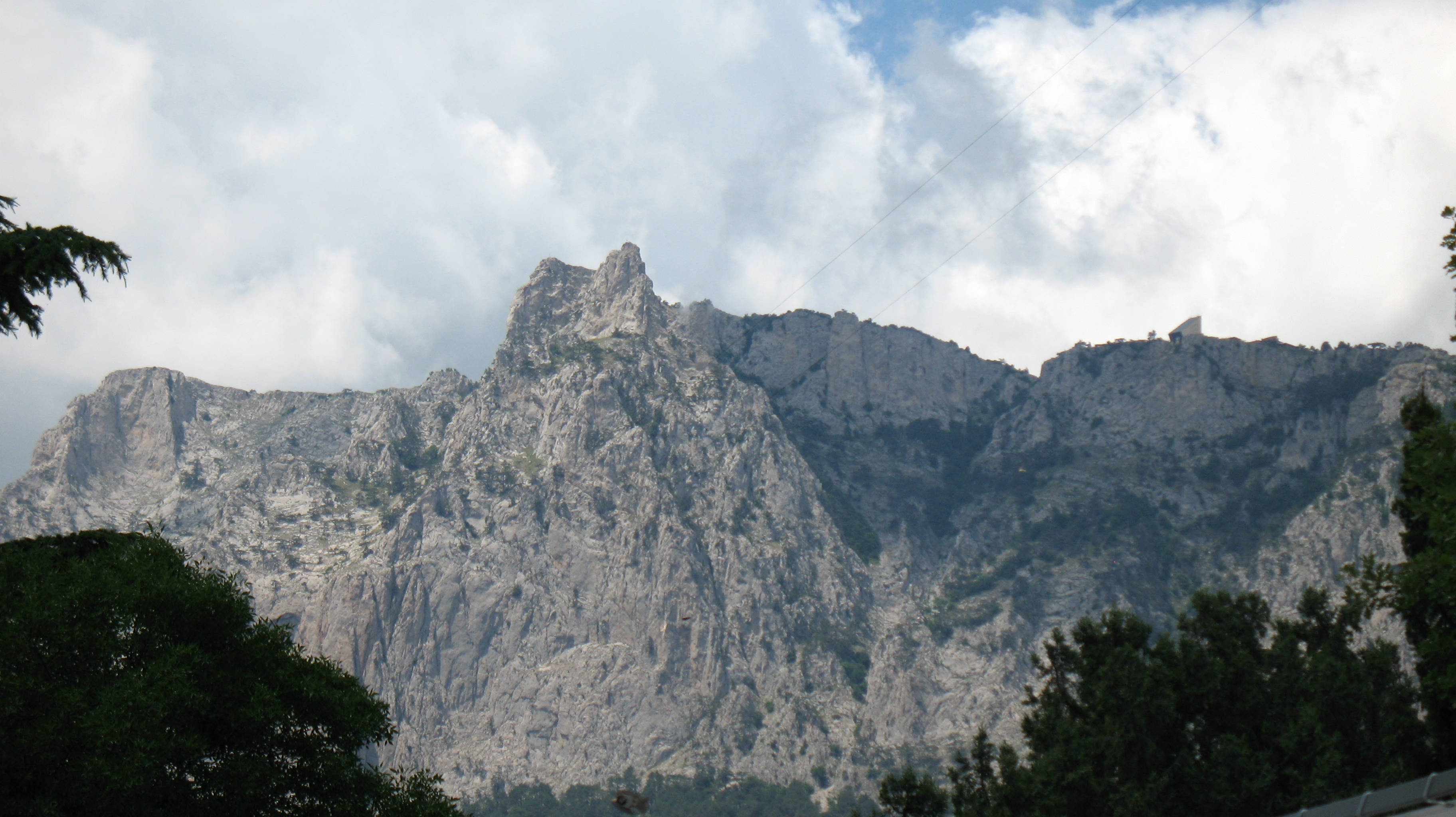
Вид на Ай-Петри со стороны п. Мисхор
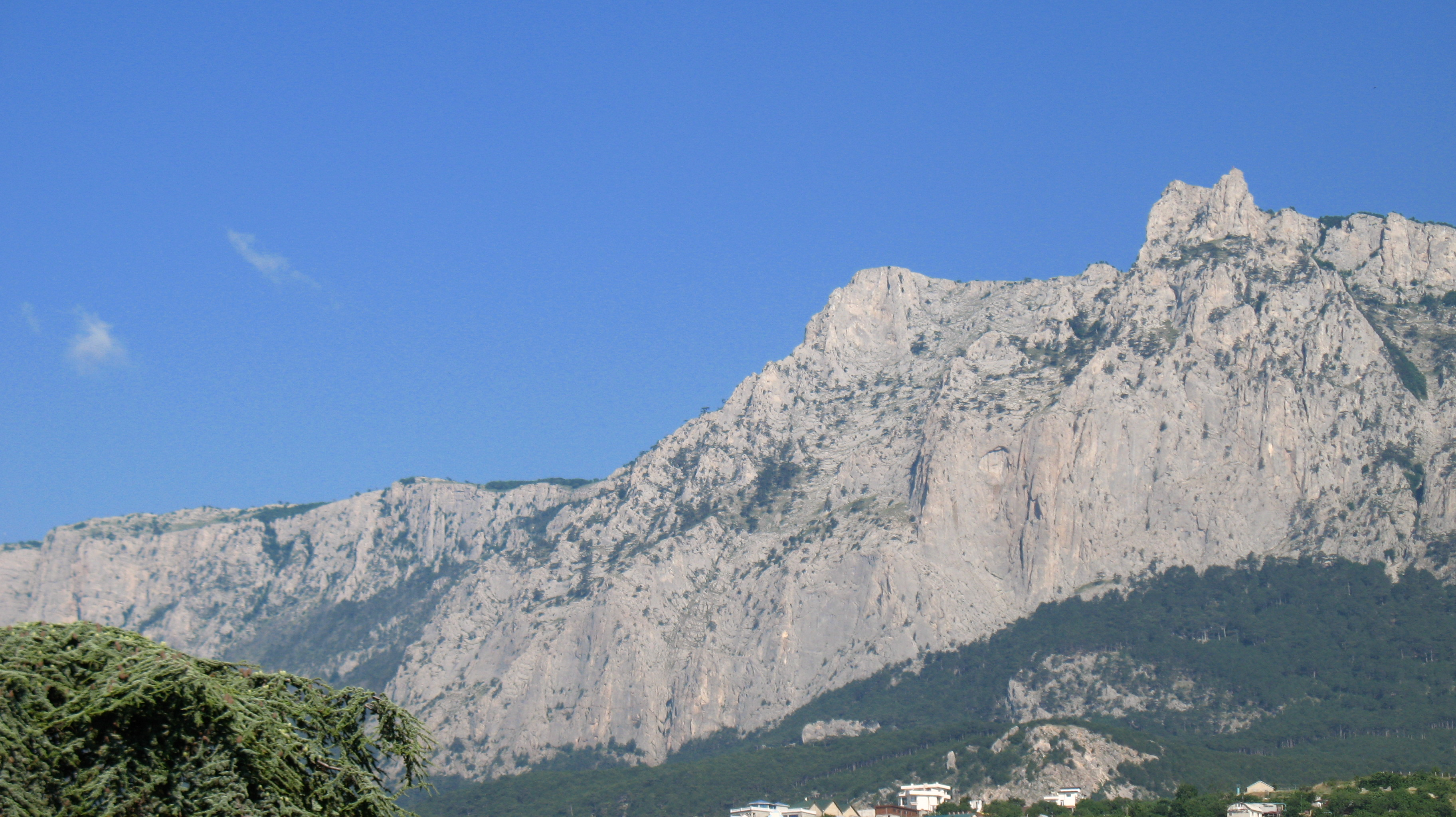
Вид на Ай-Петри с территории п. Мисхор
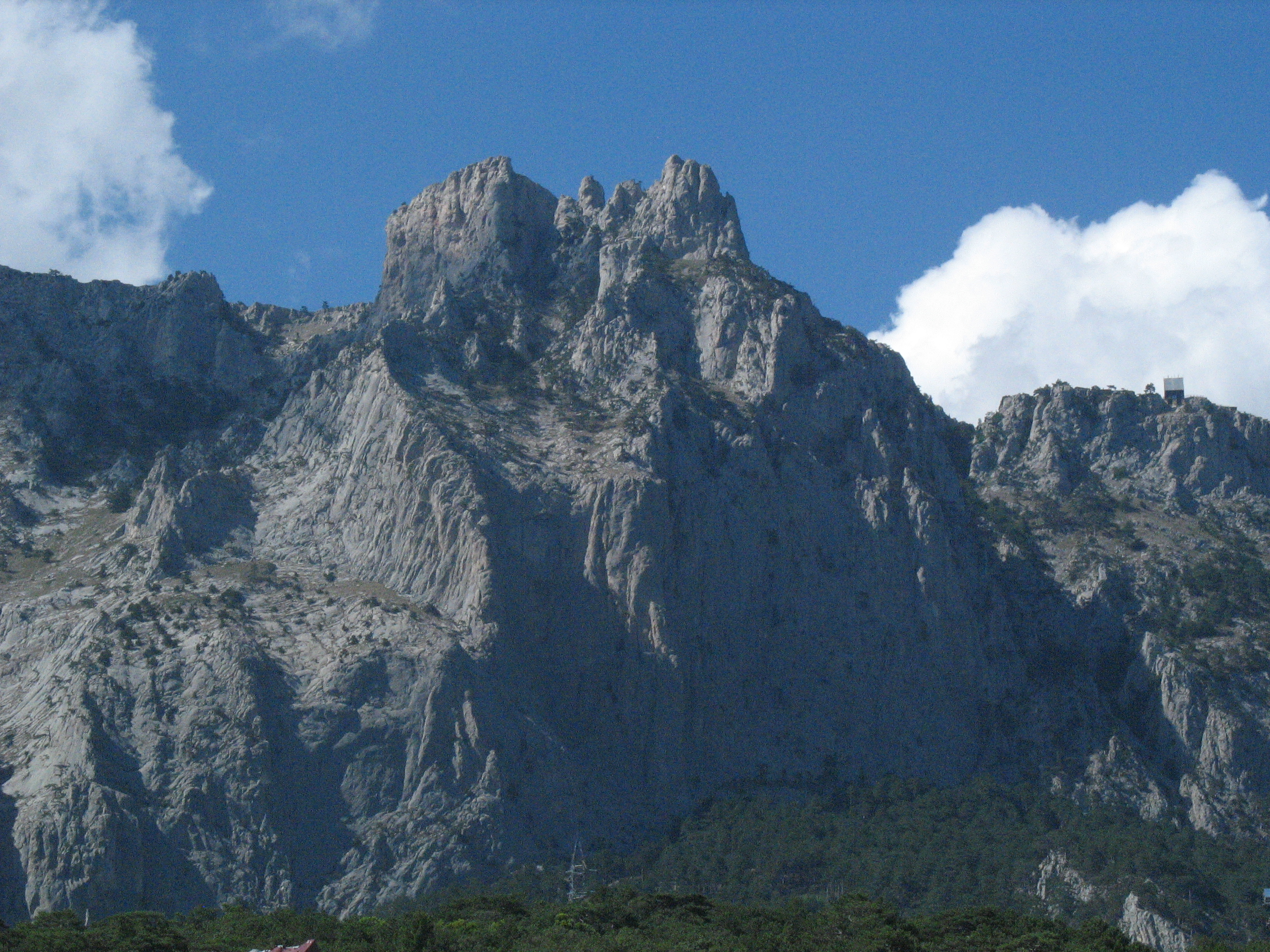
Вид на Ай-Петри
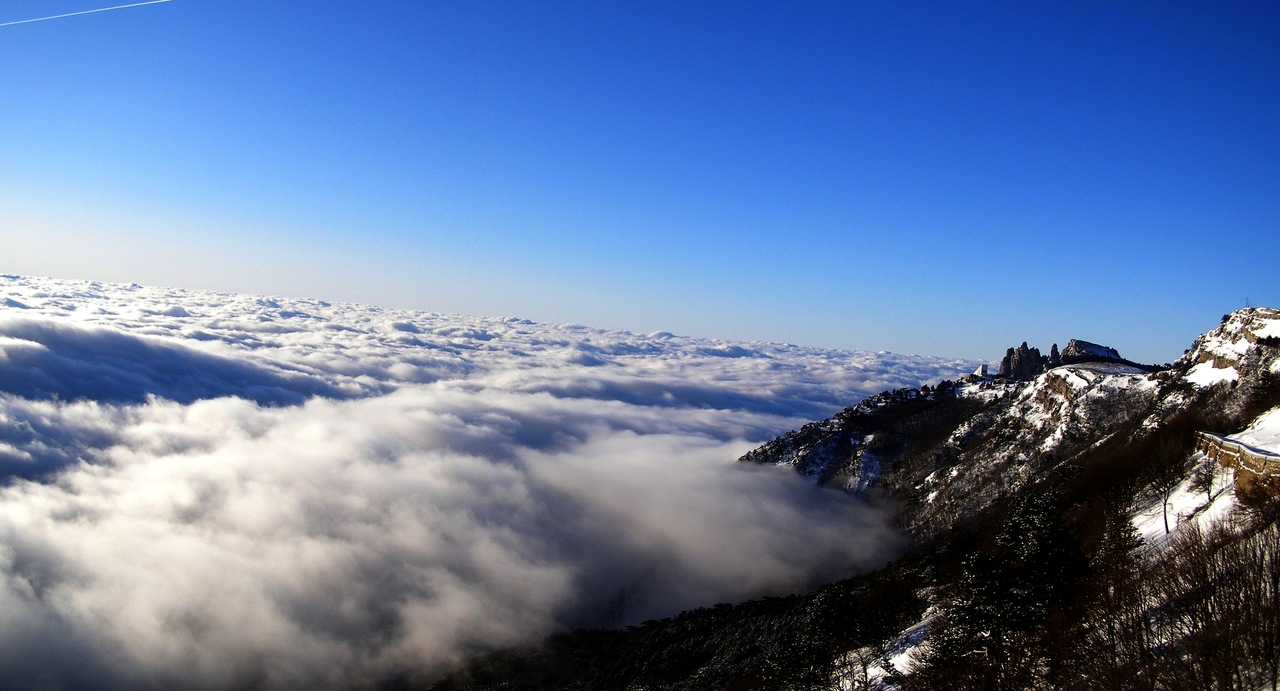
Вид на облака с Ай-Петри зимой. Январь 2008 г.
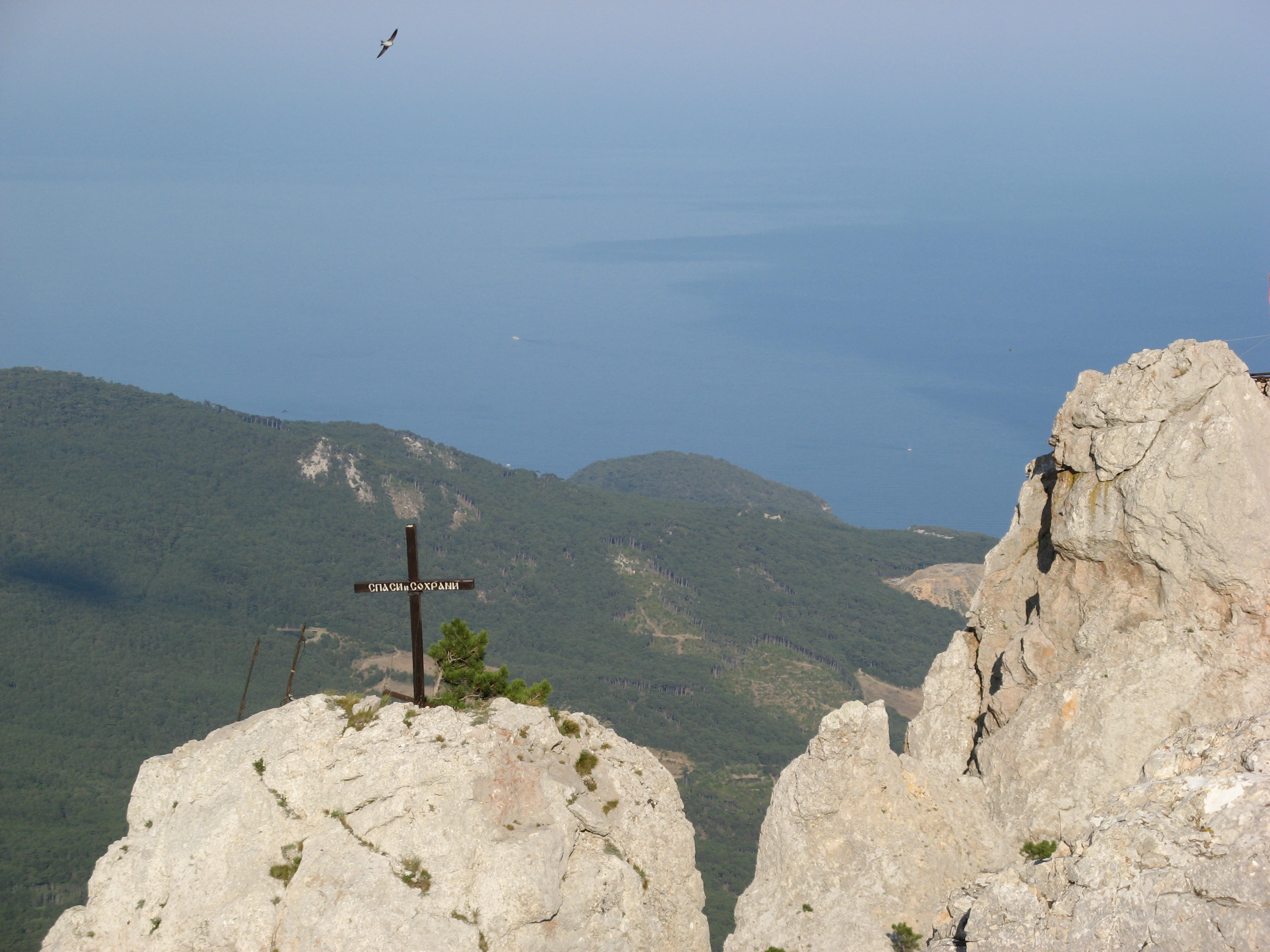
Вид с «Зубцов»
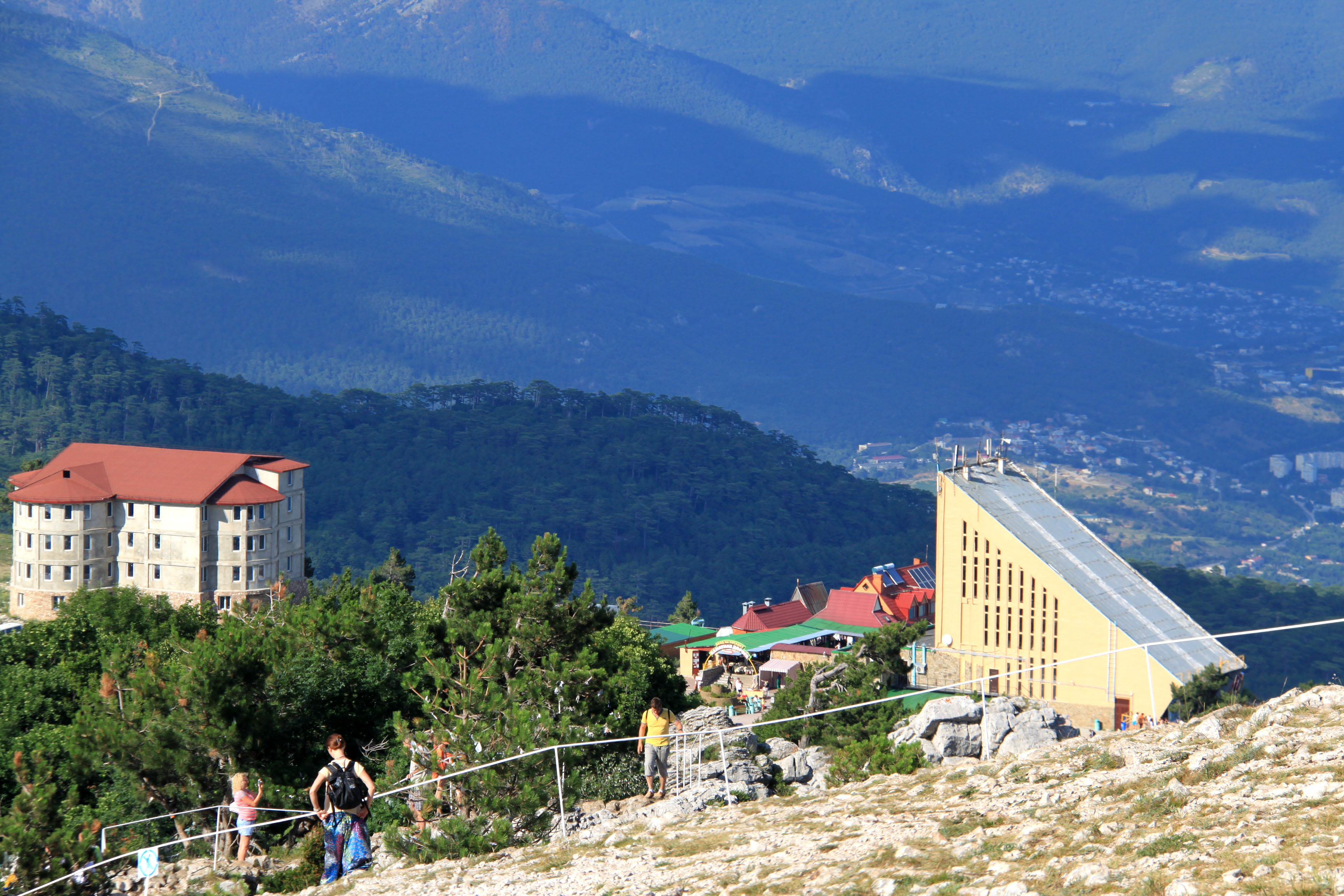
Вид на верхнюю станцию канатной дороги
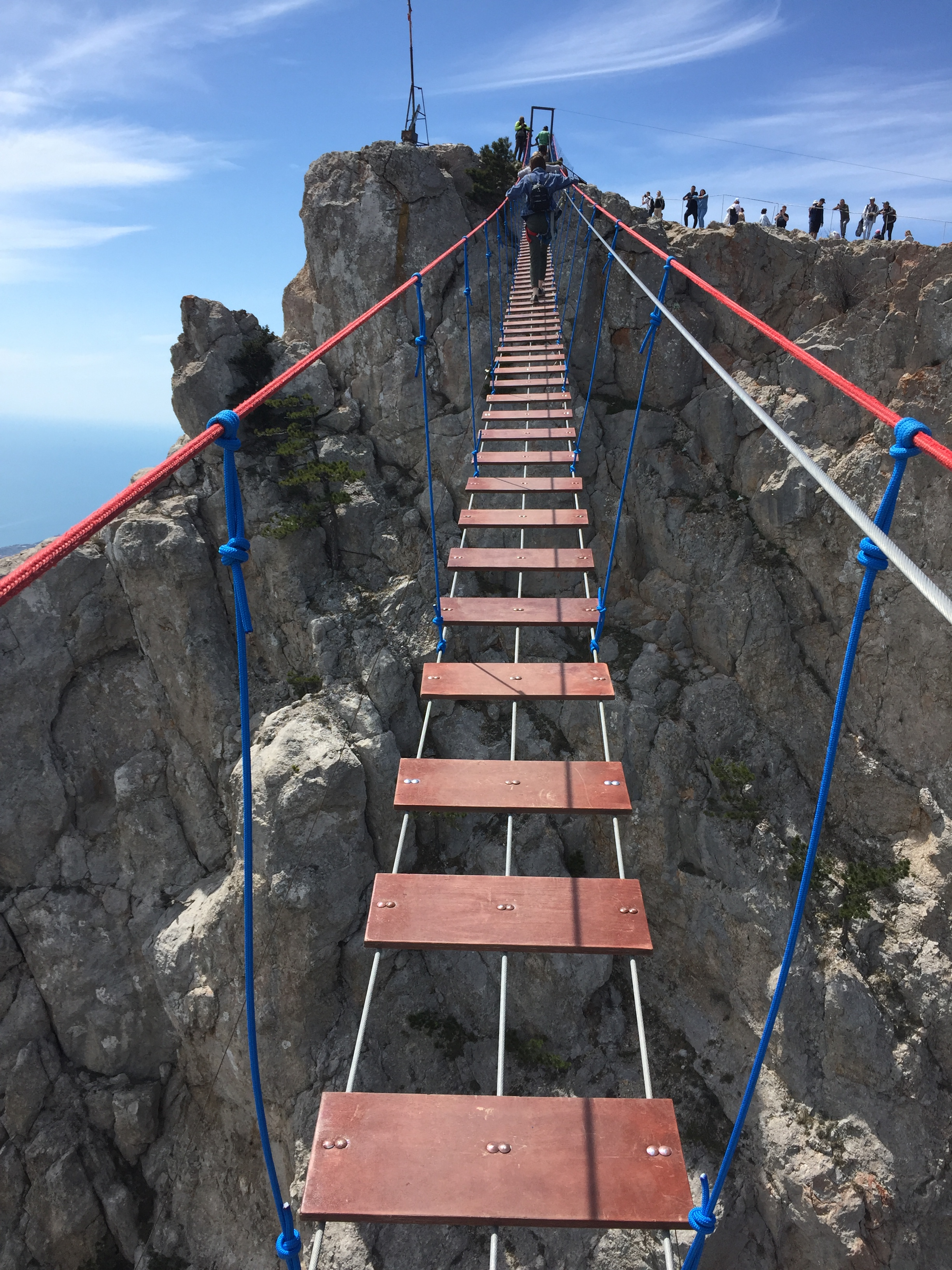
Канатная пешеходная тропа связывающая несколько пиков

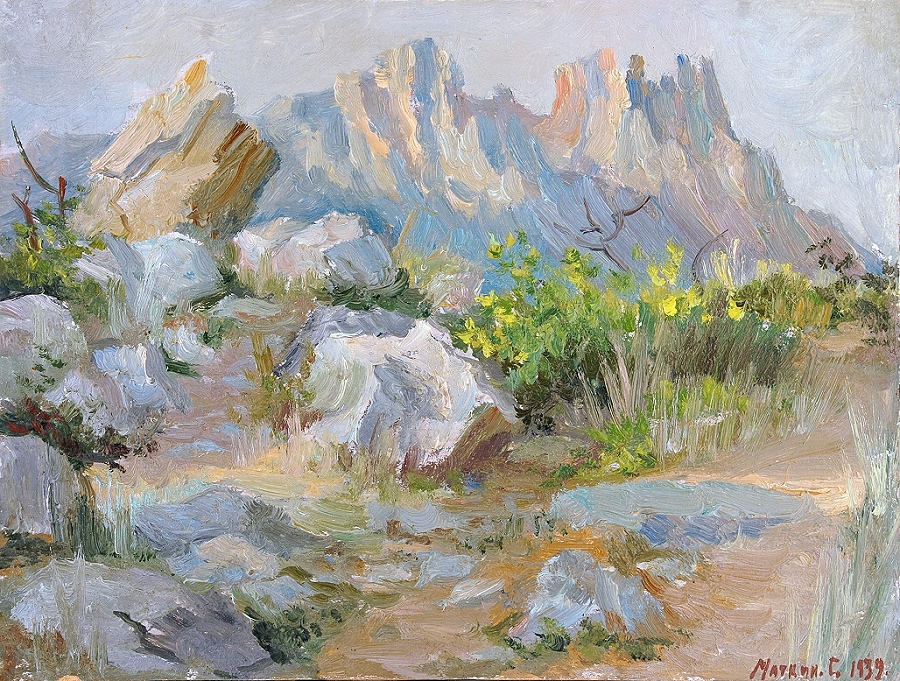
С. И. Маркин, 1939